# 앨레
앨레(고대 영어: Ælle)는 초대 남색슨인의 왕이다. 477년부터 514년경까지 재위했다고 한다. 남색슨인들은 잉글랜드 남부에 정착한 색슨인의 일파로, 이들이 정착한 땅을 서식스(사우스 색슨)라고 부르게 되었다.
『앵글로색슨 연대기』에 따르면, 앨레와 세 아들은 취멘소라라는 곳에 상륙해 원주민인 브리튼인과 싸웠다. 그들은 491년 오늘날의 페벤세이에서 승리를 거두어 적들을 마지막 한 사람까지 도륙했다.
앨레는 8세기 역사가 베다 베네라빌리스가 다른 앵글로색슨계 왕국들에 대한 "패권(임페리움)"을 가졌다고 기록한 최초의 왕이다. 9세기의 『앵글로색슨 연대기』에는 앨레가 첫 번째 브레트왈다(브리타니아섬의 패자)로 기록되어 있다. 다만 앨레가 살았을 4세기 말 6세기 초에 브레트왈다 같은 호칭이 실제로 사용되었다는 증거는 없다.
앨레가 언제 어떻게 죽었는지는 기록되어 있지 않다. 그는 남색슨 왕조의 창시자로 여겨졌으나, 후대의 남색슨인의 왕들과 그 사이에는 확고한 연결의 근거가 없다. 12세기 역사가 헨리쿠스 훈틴도니엔시스는 『앵글로색슨 연대기』의 개고판인 『앵글인의 역사』에서 앨레의 죽음을 514년으로 추산해 기록했지만 이것 역시 확실하다고 할 수 없다.